# Benarrabá
Benarrabá er en by og kommune i det sydlige Spanien i provinsen Málaga. Den har et indbyggertal på 462 (2024) indbyggere.